# Полёхин, Михаил Арсентьевич
Михаил Арсентьевич Полёхин (8 ноября 1913, Нелюбова, Орловский район — неизвестно, Москва) — советский хозяйственный, государственный и политический деятель.

## Биография
Родился в 1913 году в деревне Нелюбова. Член КПСС с 1940 года.
С 1936 года — на хозяйственной, общественной и политической работе. В 1936—1978 гг. — партийный работник, участник Великой Отечественной войны, в аппарате ЦК ВКП(б), секретарь Приморского краевого комитета ВКП(б), в аппарате ЦК КПСС, заместитель заведующего, заведующий Отделом партийных органов ЦК КПСС по РСФСР, заведующий Отделом партийных органов ЦК КПСС по сельскому хозяйству РСФСР, 1-й заместитель председателя Комитета СМ РСФСР по профессионально-техническому образованию.
Избирался депутатом Верховного Совета СССР 6-го созыва. Делегат XXII съезда КПСС.
Умер в Москве после 1985 года.